# Dexia convexa
Dexia convexa är en tvåvingeart som först beskrevs av Walker 1853.  Dexia convexa ingår i släktet Dexia och familjen parasitflugor. Inga underarter finns listade i Catalogue of Life.